# 豊明市立栄中学校
豊明市立栄中学校（とよあけしりつ さかえちゅうがっこう）は、愛知県豊明市栄町殿ノ山にある公立中学校。校訓は行学一体。
1978年（昭和53年）4月1日、豊明市立豊明中学校から分離し、豊明市2番目の中学校として開校した。
2020年（令和2年）5月時点の学級数は、1年生が5クラス、2年生が6クラス、3年生が5クラスである。一時期は8クラスあった。栄中学校を含む豊明市内の中学校には屋根付き50メートルプールが設置されている。

## 通学区域
- 豊明市立栄小学校
- 豊明市立舘小学校
- 豊明市立豊明小学校（一部。国道1号より北は豊明中学校の学区となる）

## 歴史

### 年表
- 1978年（昭和53年）4月1日 - 豊明市立豊明中学校から分離して開校。

### 生徒数の変遷
『愛知県小中学校誌』（2018年）によると、生徒数の変遷は以下の通りである。
| 1976年（昭和51年） | 643人  |  |
| 1977年（昭和52年） | 730人  |  |
| 1987年（昭和62年） | 1057人 |  |
| 1997年（平成9年）  | 686人  |  |
| 2007年（平成19年） | 549人  |  |
| 2017年（平成29年） | 612人  |  |

## 行事
- 4月：入学式、新入生歓迎会、始業式
- 5月：修学旅行、二年野外活動
- 6月：一年社会見学
- 7月：終業式
- 8月：体育祭にむけての応援練習、旗製作
- 9月：始業式、体育大会、三年修学旅行
- 10月：文化祭及び合唱会
- 12月：終業式
- 1月：始業式
- 2月：3年生を送る会
- 3月：卒業式、修了式

## 委員会
- 生徒会役員
- 学年役員会
- 生活委員会
- 体育委員会
- 緑化環境委員会
- 福祉委員会
- 図書委員会
- 保健委員会
- 美化委員会
- 給食委員会
- 選挙管理委員会

## 部活動
- サッカー部（男）
- ソフトテニス部（女）
- バレー部（男女)
- 卓球部（男女）
- バスケ部（男女）
- 柔道部（男）
- 陸上部
- 吹奏楽部
- 総合文化部

2013年度までは経験者のみの募集形式で新体操部があった。水泳部も同様の募集形式である。
トレーニング部は2020年からはチーム所属でなくても入れる。
2024年まではソフトテニス部(男)があった。

## 著名な出身者
- 伊藤稜（野球選手、愛知大学学生リーグ防御率2年連続リーグ2位）
- 田村朋也（陸上選手、リオデジャネイロ五輪4×400ｍR日本代表）